# Ophioglossum latifolium
Ophioglossum latifolium là một loài dương xỉ trong họ Ophioglossaceae. Loài này được Prantl J.E. Burrows mô tả khoa học đầu tiên năm 1993.